# Ácido vanilmandélico
Ácido vanilmandélico, chamado também ácido vanililmandélico, (VMA, do inglês vanillylmandelic acid), ácido 3-metoxi-4-hidroximandélico ou ácido hidroxi(4-hidroxi-3-metoxi-fenil)acético, é um ácido fenólico, um intermediário químico na síntese de aromas artificiais de baunilha (vanilina) e é um metabólito terminal das catecolaminas (dopamina, epinefrina e norepinefrina). É produzido através de metabólitos intermediários.

## Síntese química
A síntese de VMA é a primeira etapa de um processo de duas etapas praticado pela Rhodia desde os anos 70 para sintetizar flavorizantes de baunilha artificial. Especificamente, a reação envolve a condensação de guaiacol e ácido glioxílico em uma solução aquosa gelada com hidróxido de sódio.

## Metabolismo
O metabolismo das catecolaminas ocorre nas mesmas células em que as catecolaminas são sintetizadas. Isso ocorre principalmente devido ao vazamento de catecolaminas dos estoques vesiculares no citoplasma. Essas reservas existem em um equilíbrio altamente dinâmico, com vazamento externo passivo contrabalançado pelo transporte ativo interno controlado por transportadores vesiculares de monoamina. Nos neurônios catecolaminérgicos, a presença de monoamina oxidase leva à formação de catecolaldeídos reativos. A produção desses aldeídos tóxicos depende da dinâmica da troca de monoamina vesicular-axoplasmática e da conversão catalisada por enzima em ácidos ou álcoois não tóxicos. Nos nervos simpáticos, o aldeído produzido a partir da noradrenalina é convertido em 3,4-di-hidroxifenilglicol, e não no ácido 3,4-di-hidroximandélico. Consequentemente, a O-metilação extraneuronal subsequente conduz à produção de 3-metoxi-4-hidroxifenilglicol, não ácido vanilmandélico. O ácido vanilmandélico é formado no fígado por oxidação de 3-metoxi-4-hidroxifenilglicol catalisado por álcool e aldeído desidrogenases. Em comparação com a desaminação intraneuronal, a O-metilação extraneuronal de noradrenalina e epinefrina em metanefrinas representa vias menores do metabolismo.

## Eliminação biológica
O VMA é encontrado na urina, juntamente com outros metabólitos da catecolamina, incluindo ácido homovanílico (HVA), metanefrina e normetanefrina. Em exames de urina cronometrados, a quantidade excretada (geralmente por 24 horas) é avaliada juntamente com a depuração da creatinina, e também é medida a quantidade de cortisóis, catecolaminas e metanefrinas excretadas.

Degradação da noradrenalina. O ácido vanililmandélico é mostrado no canto superior direito. As enzimas são mostradas em caixas.

## Importância em análises clínicas
O VMA é o metabólito na forma de catecolamina que normalmente é o mais importante na urina e é resultante da conversão hepática da epinefrina e da norepinefrina, por seus níveis urinários do VMA tem-se a determinação da produção endógena das catecolaminas. Valores anormalmente altos de VMA na urina podem ser resultantes de um tumores secretores de catecolamina.
Esses exames de urina são usados para diagnosticar um tumor da glândula adrenal chamado feocromocitoma, um tumor das células cromafins que secretam as catecolaminas. Esses testes também podem ser usados para diagnosticar neuroblastomas e monitorar o tratamento dessas condições.
Noradrenalina é metabolizada em normetanefrina e VMA. A norepinefrina é um dos hormônios produzidos pelas glândulas supra-renais, encontradas no topo dos rins. Esses hormônios são liberados no sangue durante períodos de estresse físico ou emocional, fatores que podem distorcer os resultados do teste.